# Ardynia
Ardynia és un gènere extint de mamífers perissodàctils de la família dels hiracodòntids que visqueren a Àsia des de l'Eocè mitjà fins a l'Oligocè superior, fa entre 23 i 48,1 milions d'anys. Se n'han trobat restes fòssils a Geòrgia, Mongòlia i la Xina, cosa que en fa l'únic hiracodontí exclusivament asiàtic. Era un rinocerotoïdeu petit, si fa no fa igual de gros que Hyracodon, i de mida mitjana per a un hiracodòntid. Mostra un grau més alt d'hipsodòncia que els altres membres de la seva família. El nom genèric Ardynia es refereix a la formació d'Ergilin Dzo, on en fou trobat l'holotip, que aleshores es coneixia com a formació d'Ardyn Obo.